# Un ardu camí
Un ardu camí (títol original en anglès, Streamline) és una pel·lícula dramàtica esportiva australiana del 2021 escrita i dirigida per Tyson Wade Johnston, qui va debutar com a director. Es va estrenar el 19 d'agost de 2021 al Melbourne International Film Festival (MIFF), i als cinemes el 2 de setembre de 2021, per Umbrella Entertainment. Ha estat doblada i subtitulada al català.

## Sinopsi
El nedador adolescent Benjamin Lane s'enfronta a problemes després que el seu pare abandoni la presó.

## Producció
La pel·lícula va ser venuda a l'American Film Market per Arclight Films. Per construir el personatge, Levi Miller va consultar amb el campió olímpic de natació Ian Thorpe.

## Recepció
A Rotten Tomatoes, la pel·lícula té un índex d'aprovació del 75% basat en 20 ressenyes. Luke Buckmaster de The Guardian va qualificar la pel·lícula de "pel·lícula de natació emotiva que trenca el motlle de la pel·lícula esportiva". Paul Byrnes al Sydney Morning Herald va dir que "la pel·lícula fa créixer els músculs a mesura que avança, una mica com un nedador a l'entrenament, però és massa poc, massa tard".